# Nánási Lovász András
Nánási Lovász András (1700 körül  – 1750 után) református lelkész, a gróf Telekiek udvari papja.

## Élete
Erdélyi származású volt, Nagyenyeden végezte tanulmányait. Ezt követően külföldre ment és 1721. május 22-én iratkozott be a franekeri egyetemre. Megfordult Angliában is. Miután hazatért, 1724 elején Kassán szolgált lelkészként, innen 1727 októberében átvozott, majd 1728-tól Huszton, 1731-től Visken volt lelkész. 1736-ban került Nyíracsádra, 1737-től pedig Marosszentkirályon szolgált. Magyarországról száműzték, ezért 1747-ben „Erdélyben bujdosó” pap volt, de 1750-ben a Teleki családnál működött mint udvari pap.

## Munkái
- Tacentis mundi respublica sive cogitationes, quas publice disquisitioni submittit author. Franequerae, 1723.
- Amaz egy szükséges dologról való tanítás. Néhai Bánffi Judit ur aszszonynak, mélt. consil. báró losonczi Bánffi Sigmond… és baronissa Kemény Kata aszszonynak… kedves virág-szál leányoknak halálának alkalmatosságával sz. Mihály hava 13 … a záhi udvarháznál élő szóval előadott 1744. Kolozsvár, 1747. (Bánatra adatott bánat cz. Tőke Márton és mások beszédeivel együtt).